# Reformed Presbyterian Church of Malawi
De Reformed Presbyterian Church of Malawi is een bevindelijk gereformeerd kerkgenootschap in Malawi. Het kerkverband heeft 7.000 tot 10.000 leden en is ontstaan in 1985 als gevolg van zendingswerkzaamheden vanuit Zimbabwe van de Free Presbyterian Church of Scotland. Er zijn inmiddels meer dan 200 gemeenten, die over het algemeen zeer klein zijn.
In 2005 werd de eerste synodevergadering gehouden, waarna in de kerkorde is vastgelegd dat de kerk de volgende belijdenissen als grondslag heeft: de Apostolische Geloofsbelijdenis, de Geloofsbelijdenis van Nicea, de Shorter Catechism van Westminster, de Larger Catechism van Westminster, de Westminster Confession of Faith en de Heidelbergse Catechismus.
Vanuit Nederland wordt de RPC sinds 2006 ondersteund door de Hersteld Hervormde Kerk. Een aantal zendingswerkers die vanuit deze kerk werden uitgezonden, waren in Malawi actief. Ds. R.J. Oomen gaf eerst theologisch onderwijs aan studenten theologie, maar deed later toerustingswerk in de classes en gemeenten van de kerk. Daarnaast adviseerde hij de kerkenraden, de classes en de synode. Hij was er werkzaam van 2007 tot 2017. Een tijdje is er ook een kerkelijk werker actief geweest, dhr. Albert van Bragt. Hij assisteerde de kerk zowel bij kerkbouw als bij activiteiten met een diaconaal karakter: het slaan van waterpompen en dergelijke. Ds. K. Klopstra werd in 2011 uitgezonden en was werkzaam aan het theologisch seminarie van de kerk, gevestigd in Zomba. Hij gaf invulling aan het theologisch onderwijs aan de studenten theologie en droeg het nodige bij aan toerusting van predikanten. Hij was werkzaam van 2011 tot 2016 in Malawi, naast twee collega's uit Malawi: ds. N.K. Banda en dr. J.M. Jumbe. 
Sinds 2017 zijn er opnieuw twee werkers vanwege de Hersteld Hervormde Kerk actief ten dienste van de Reformed Presbyterian Church van Malawi. ds. C.J.P. van der Bas is werkzaam als docent aan het theologisch seminarie en als adviseur van de classes en van de synode van de kerk. dhr. E.Ju is werkzaam als toeruster op organisatorisch en financieel terrein, ten einde de kerk op beide terrein meer zelfvoorzienend te laten worden.